# La Farga Group
|  | No s'ha de confondre amb Grup Farga. |

La Farga és un grup empresarial que va néixer a la Barceloneta el 1808 i que fabrica i comercialitza productes de coure per als mercats elèctrics, envasos metàl·lics, ferroviari, automoció, canonada i bitllets. Des de 1852 està situada a La Colònia Lacambra, a Les Masies de Voltregà (Osona).
L'empresa ha estat guardonada amb el Premi de Medi Ambient de la Generalitat de Catalunya pel seu sistema de depuració de fums, i també destaca en responsabilitat corporativa. El seu informe de sostenibilitat anual segueix els paràmetres del GRI (Global Reporting Intitative). El grup empresarial tenia un total de 320 persones en plantilla el 2014.

## Orígens
El 1808, en plena ocupació napoleònica, Francisco Lacambra i Terradellas (1760-1824), nascut a Sabadell, creà una petita fosa de coure familiar al barri de la Barceloneta. S'hi fabricaven objectes de coure i de bronze, com claus, olles, campanes, canons i altres productes per a la marina de vela catalana. Francesc Lacambra va tenir tres fills: Francesc, Antònia Esperança i Josep Pau, amb els cognoms Lacambra i Pont.
Als anys trenta del segle xix ampliaren la indústria amb el comerç de ferralla a l'engròs. Uns anys més tard esdevingué el principal proveïdor de coure de la Casa de la Moneda. El 1852 es va ampliar l'empresa amb la construcció d'una farga a les Masies de Voltregà a la comarca d'Osona, vora el Ter, a la finca Ordeig, coneguda per això com a Farga d'Ordeig. En aquell moment fou dirigida per Joan Lacambra i Pujades (1827-1896), net del fundador. Hi fabricaven planxes de coure per al revestiment dels bucs dels vaixells.

## Història i evolució
El 1936, durant la Guerra Civil Espanyola, l'empresa va ser col·lectivitzada i va passar a fabricar material bèl·lic, com carcasses per a bombes. Acabada la guerra la propietat va tornar a la família Lacambra i a partir dels anys quaranta va viure moments molt bons gràcies al proteccionisme, amb una gran diversificació de productes com ara el fil de màquina, els conductors elèctrics, els laminats i els tubs de coure i de llautó. La màxima esplendor li va arribar als anys seixanta, quan donava feina a més de 300 treballadors.
Als anys setanta l'empresa va patir una forta crisi, que va ser superada als vuitanta amb una profunda reconversió. Amb l'entrada de Vicenç Fisas com a president i l'enginyer Oriol Guixà com a director general es va posar en marxa un pla de reestructuració i viabilitat. El 17 d'octubre de 1980 es constitueix una nova entitat, amb el nom de La Farga Lacambra, SA i la família Lacambra deixa de ser la propietària de l'empresa el 31 de desembre de 1984. L'activitat es va orientar cap a la producció de semitransformats del coure amb colada contínua, procedent de materials secundaris. A començament del 2002 tenia 124 treballadors i havia produït 76.000 tm de coure, amb una facturació de 128 milions d'euros. La Farga Lacambra és la primera fàbrica del món, l'any 1986, que posa en funcionament un sistema de bugada contínua per produir semielaborats de coure a partir del reciclatge de ferralla de coure.
L'any 2000 es creà el procés Cosmelt, un sistema continu de fosa, d'afinament i de colada, per a produir fil de màquina</ref> a partir de ferralla de coure. El 2001 l'empresa passà a ser propietat de les famílies Fisas-Guixà i torna a ser una empresa familiar. L'any 2004 es renovà i s'amplià el parc de maquinària per a la producció de fil de màquina i per a la secció de trefilatge. Amb el nom de La Farga Group (LFG), l'any 2006 es va crear una nova entitat empresarial que englobà La Farga Lacambra (LFL) i la fàbrica de tubs de coure, que a partir de llavors es deia La Farga Tub (LFT). La Farga Group amplià l'activitat industrial i creà La Farga Rod, una planta de bugada contínua per fabricar fil de màquina a partir de coure de càtode. La Farga Tub amplià les instal·lacions amb una nova nau i maquinària per introduir-se al mercat d'aire condicionat.
El 2008, amb motiu del bicentenari dels orígens de l'empresa, s'inaugurà el Museu del Coure Fundació La Farga i s'editaren quatre llibres, dos sobre la història de l'empresa, un sobre la història del coure i un llibre catàleg del Museu. La commemoració dels 200 anys de l'empresa culminà amb diversos actes culturals i festius, i amb un simposi tecnològic internacional per celebrar els primers vint anys de la joint venture amb la companyia Continuus Properzi, SPA.
El 2009 La Farga Lacambra especialitzà la seva producció en productes de coure d'altes prestacions a través dels diferents aliatges amb coure. A més, també nasqué La Farga Intec, l'empresa que es dedica a la venda de tecnologia del reciclatge del coure i a l'expansió. El 2010 La Farga Group s'expansionà creant juntament amb un soci local una empresa a la Xina: Ganzhou Jiangwu La Farga, una empresa per proveir producte ferroviari a tot el territori asiàtic. El 2011 també s'expandí la companyia i crea una empresa als Estats Units d'Amèrica, SDI La Farga, per a l'elaboració de fil de màquina reciclat de coure. En aquest mateix any també inicià l'activitat una altra empresa creada entre La Farga Tub i un distribuïdor francès, La Farga Tub France, per subministrar canonada de coure a tot França.